# Liste der Monuments historiques in Tournes
Die Liste der Monuments historiques in Tournes führt die Monuments historiques in der französischen Gemeinde Tournes auf.

## Liste der Immobilien
| Bezeichnung      | Beschreibung                     | Standort                | Kennzeichnung | Schutzstatus | Datum | Bild           |
| ---------------- | -------------------------------- | ----------------------- | ------------- | ------------ | ----- | -------------- |
| Kirche St-Martin | aus dem 15. oder 16. Jahrhundert | Place du Château (Lage) | PA00078533    | Classé       | 1923  | weitere Bilder |

## Liste der Objekte
| Bezeichnung                                               | Beschreibung                           | Standort                       | Kennzeichnung | Schutzstatus | Datum | Bild           |
| --------------------------------------------------------- | -------------------------------------- | ------------------------------ | ------------- | ------------ | ----- | -------------- |
| Grabstein für Regnaud d’Argy und Françoise d’Escauvevelle | Stein, bezeichnet 1637 und 1638        | in der Kirche St-Martin (Lage) | PM08000565    | Classé       | 1908  |                |
| Chorbänke                                                 | Holz, 18. Jahrhundert                  | in der Kirche St-Martin (Lage) | PM08001183    | Inscrit      | 1988  |                |
| Kruzifix                                                  | Holz, 15. Jahrhundert                  | in der Kirche St-Martin (Lage) | PM08000566    | Classé       | 1911  |                |
| Skulptur Heilige Ursula                                   | Stein, farbig gefasst, 17. Jahrhundert | in der Kirche St-Martin (Lage) | PM08000569    | Classé       | 1963  |                |
| Beichtstuhl                                               | Holz, 18. Jahrhundert                  | in der Kirche St-Martin (Lage) | PM08001182    | Inscrit      | 1988  |                |
| Taufbecken                                                | Stein, 16. Jahrhundert                 | in der Kirche St-Martin (Lage) | PM08000567    | Classé       | 1929  | weitere Bilder |
| Skulptur Heiliger Martin                                  | Stein, farbig gefasst, 17. Jahrhundert | in der Kirche St-Martin (Lage) | PM08000568    | Classé       | 1963  |                |
| Wandvertäfelung des Chorraums                             | Holz, 18. Jahrhundert                  | in der Kirche St-Martin (Lage) | PM08001181    | Inscrit      | 1988  |                |